# Kaplica Różańcowa w Czernichowie
Kaplica Różańcowa w Czernichowie – kaplica znajdująca się w Czernichowie, w gminie Czernichów, w powiecie krakowskim. Obiekt został wpisany do rejestru zabytków nieruchomych województwa małopolskiego.

## Historia
Kaplica położona na szczycie wapiennego wzgórza, zbudowana przed rokiem 1687 z fundacji ks. Wawrzyńca Kamerera (zm. 1687) w związku z utworzeniem w 1686 roku Bractwa Różańcowego. 

## Architektura
Wapienne mury z kamienia łamanego barokowej kaplicy, tworzą regularny ośmiobok. Od wschodu przylegała do niej zakrystia, którą rozebrano w XIX wieku. W 2005 roku z powodu złego stanu technicznego rozebrano wieżyczkę.